# Institut für Forschung und Entwicklung von Sportgeräten

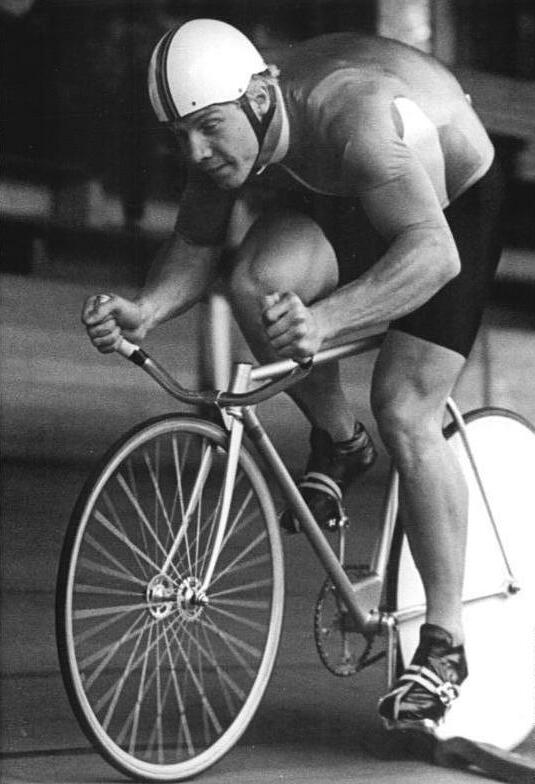
Jens Glücklich mit Zeitfahrmaschine von FES

Das in Berlin ansässige Institut für Forschung und Entwicklung von Sportgeräten (FES) konzentriert sich auf die Konstruktion von individuellen Sportgeräten für den Leistungssport in Deutschland. Dabei werden die Disziplinen Radsport, Kanusport, Rudern, Leichtathletik, Triathlon, Segeln, Sportschießen, Skeleton, Schwimmen, Ski, Eisschnelllauf, Rodeln und Bob betreut. Zusätzlich werden auch für den Deutschen Behindertensportverband die paralympischen Disziplinen des Segelns unterstützt.

## Geschichte
Das Institut wurde am 1. März 1963 in der DDR als Entwicklungsabteilung für Sportgeräte der Forschungsstelle der DHfK mit dem Ziel gegründet worden, den Spitzensport durch Entwicklung individuell angepasster Sportgeräte für den Athleten zu fördern. Für Rennräder wurden erst Scheibenräder hergestellt, später komplette Fahrräder. Eines der auffälligsten Räder war die Zeitfahrmaschine mit am Gabelkopf befestigtem Lenkerbügel. 
Nach der Wiedervereinigung wurde das Institut weitergeführt und aus Bundesmitteln finanziert. Rechtlich wird das FES gemeinsam mit dem Institut für Angewandte Trainingswissenschaft in Leipzig durch den gemeinsamen Trägerverein IAT/FES des Deutschen Olympischen Sportbunds (DOSB) vertreten. Dem Trägerverein gehören 24 Spitzenverbände, sechs Landessportbünde, die Trainerakademie Köln sowie der DOSB an.

## Ergebnisse
Das FES hat Anteil an zahlreichen sportlichen Erfolgen deutscher Sportler in oben genannten Sportarten bei Weltmeisterschaften und Olympischen Spielen. Viele der erfolgreichsten deutschen Bob- und Rodel-Schlitten wurden und werden vom FES entwickelt.
Nach den Olympischen Winterspielen 2014 in Sotschi wurde die Arbeit des FES kritisiert, da seine Bobschlitten für die deutsche Mannschaft nicht konkurrenzfähig waren. In der Vorbereitung auf die Olympischen Spiele 2018 setzte Bundestrainer René Spies daher durch, dass sowohl FES als auch Wallner neue Bobs für die Männer entwickelten, um eine Konkurrenzsituation zu schaffen. Johannes Lochner und Francesco Friedrich setzten auf Wallner-Bobs; Friedrich wechselte unmittelbar vor Olympia auf FES.
Bei den Olympischen Winterspielen 2018 gingen im Bobsport alle drei Goldmedaillen und eine Silbermedaille an die FES-Bobs.